# Annabel Scholey
Annabel Scholey (Wakefield, 8 januari 1984) is een Britse actrice.

## Biografie
Annabel Scholey werd geboren op 8 januari 1984 in West Yorkshire. Haar moeder was verpleegster en haar vader brandweerman. Toen zij veertien jaar oud was, begon zij zich voor toneel te interesseren. Zij studeerde tot 2005 aan de Oxford School of Drama. Na haar studie trad zij op in Londen met haar eigen theaterstukken. 
Haar bekendheid bij het grote publiek verwierf zij met de rol van vampier Lauren Drake in de Britse televisieserie Being Human. In 2014 kreeg ze de hoofdrol in de musicalfilm Walking on Sunshine. Twee jaar later vertolkte ze de rol van Contessina de' Bardi in de serie Medici: Masters of Florence. In 2018 was ze te zien in Brittania, een Brits-Amerikaanse historische fantasieserie. Hij werd uitgezonden op Sky Atlantic in het Verenigd Koninkrijk en op Amazon Prime Video in de VS. Daarna ging Annabel direct verder met de opnames voor The Split, een Britse juridische televisieserie. De hoofdrollen worden - naast Scholey - gespeeld door Stephen Mangan, Fiona Button, en Barry Atsma.

## Filmografie
| Jaar      | Titel                                       | Rol                     |
| --------- | ------------------------------------------- | ----------------------- |
| 2005      | Agatha Christie's Poirot: After the Funeral | Miss Sorrel             |
| 2006      | Holby City                                  | Naomi Verity            |
| 2006      | Doctors                                     | Lisa Armstrong          |
| 2006      | Jane Eyre                                   | Diana Rivers            |
| 2007      | EastEnders                                  | Maddy                   |
| 2009      | Being Human                                 | Lauren Drake            |
| 2009      | Personal Affairs                            | Michelle 'Midge' Lerner |
| 2011      | One Wrong Word                              | Denise                  |
| 2012      | Family Tree                                 | Lucy Pfister            |
| 2012      | Very Few Fish                               | Claire                  |
| 2014      | Walking on Sunshine                         | Maddie                  |
| 2015      | Inspector George Gently                     | Gemma Nunn              |
| 2016-2018 | Medici                                      | Contessina de' Bardi    |
| 2018      | Britannia                                   | Amena                   |
| 2018      | The Split                                   | Nina                    |
| 2020      | The Salisbury Poisonings                    | Sarah Bailey            |

- Bibliothèque nationale de France: cb16926888v (data)
- International Standard Name Identifier: 0000 0004 4245 473X
- Library of Congress Control Number: no2020008548
- MusicBrainz: 47180274-96c6-4cba-8ecb-c66cbfecba83
- Nationale Bibliotheek van Israël: 987011827699105171
- Système universitaire de documentation: 199383367
- Virtual International Authority File: 312567900